# Escrime aux Jeux olympiques de la jeunesse de 2014

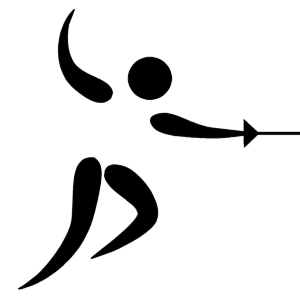

 (octobre 2016).
Navigation
Édition précédente Édition suivante
Les épreuves d'escrime aux jeux olympiques de la jeunesse d'été de 2014 ont lieu au Nanjing International Exhibition Center de Nankin, en Chine, du 17 au 20 août 2014.

## Qualification
Chaque CNO peut qualifier au maximum six athlètes, trois par sexe et un par arme. 60 places sont attribuées à l'issue des championnats du monde cadets 2014 à Plovdiv, Bulgarie du 3 au 12 avril 2014,.
Pour participer, les athlètes doivent être nés entre le 1er janvier 1997 et 31 décembre 1999.
| Pays             | Garçons | Garçons | Garçons | Filles | Filles  | Filles | Total |
| Pays             | Épée    | Fleuret | Sabre   | Épée   | Fleuret | Sabre  | Total |
| ---------------- | ------- | ------- | ------- | ------ | ------- | ------ | ----- |
| Algérie          |         | X       |         |        |         | X      | 2     |
| Allemagne        | X       | X       |         |        |         |        | 2     |
| Argentine        |         |         | X       |        |         |        | 1     |
| Australie        |         | X       |         |        |         |        | 1     |
| Bolivie          |         |         |         |        | X       |        | 1     |
| Brésil           |         | X       |         |        | X       |        | 2     |
| Brunei           |         |         | X       |        |         |        | 1     |
| Canada           | X       |         |         |        | X       |        | 2     |
| Chine            |         | X       | X       |        | X       |        | 3     |
| Corée du Sud     | X       | X       | X       | X      |         | X      | 5     |
| Croatie          |         | X       |         |        |         |        | 1     |
| Égypte           | X       |         | X       | X      | X       |        | 4     |
| États-Unis       | X       | X       | X       | X      | X       |        | 5     |
| France           |         | X       |         |        | X       |        | 2     |
| Géorgie          |         |         | X       |        |         |        | 1     |
| Grèce            |         |         | X       |        | X       | X      | 3     |
| Hong Kong        | X       | X       |         |        | X       |        | 3     |
| Hongrie          | X       |         |         | X      | X       | X      | 4     |
| Irak             |         |         | X       |        |         |        | 1     |
| Italie           | X       | X       |         | X      | X       | X      | 5     |
| Jamaïque         |         |         |         | X      |         |        | 1     |
| Japon            |         |         |         | X      | X       | X      | 3     |
| Jordanie         |         |         |         | X      |         |        | 1     |
| Kazakhstan       |         |         | X       |        |         |        | 1     |
| Koweït           |         |         | X       |        |         |        | 1     |
| Liban            |         | X       |         |        |         |        | 1     |
| Mexique          |         |         |         |        |         | X      | 1     |
| Nouvelle-Zélande | X       |         |         |        |         |        | 1     |
| Niger            | X       |         |         |        |         |        | 1     |
| Pologne          |         | X       |         | X      | X       | X      | 4     |
| Porto Rico       |         |         |         |        |         | X      | 1     |
| Roumanie         |         |         | X       |        |         |        | 1     |
| Russie           | X       |         | X       |        | X       | X      | 4     |
| Sénégal          |         |         |         |        |         | X      | 1     |
| Suède            | X       |         |         | X      |         |        | 2     |
| Syrie            | X       |         |         |        |         |        | 1     |
| Togo             |         |         |         |        |         | X      | 1     |
| Tunisie          |         |         | X       |        |         |        | 1     |
| Turquie          |         |         |         |        |         | X      | 1     |
| Ukraine          |         |         |         | X      |         |        | 1     |
| 40 pays          | 13      | 13      | 14      | 11     | 14      | 13     | 78    |

## Programme
Le programme est le suivant :
Les horaires sont ceux de Chine (UTC+8)
| Date    | Jour     | Début | Compétition       |
| ------- | -------- | ----- | ----------------- |
| 17 août | Dimanche | 09:30 | Fleuret filles    |
| 17 août | Dimanche | 13:15 | Sabre garçons     |
| 18 août | Lundi    | 09:30 | Épée filles       |
| 18 août | Lundi    | 13:15 | Épée garçons      |
| 19 août | Mardi    | 09:30 | Fleuret garçons   |
| 19 août | Mardi    | 13:15 | Sabre filles      |
| 20 août | Mercredi | 09:30 | Mixte par équipes |

## Compétitions
| Compétition       | Or | Argent | Bronze |
| ----------------- | --- | --- | --- |
| Épée garçons      | Patrik Esztergályos                                                                                                   | Linus Islas Flygare | Ivan Limarev |
| Fleuret garçons   | Andrzej Rządkowski | Choi Chun Yin Ryan | Enguerand Roger                                                                                                   |
| Sabre garçons     | Ivan Ilin | Kim Dong-ju | Yan Yinghui |
| Épée filles       | Lee Sin-hee | Eleonora De Marchi | Åsa Linde |
| Fleuret filles    | Sabrina Massialas | Karin Miyawaki | Huang Ali |
| Sabre filles      | Alina Moseyko | Chiara Crovari | Petra Záhonyi |
| Mixte par équipes | Asie-Océanie 1- Chien Kei Hsu Albert - Choi Chun Yin Ryan - Misaki Emura - Kim Dong-ju - Lee Sin-hee - Karin Miyawaki | Europe 1- Patrik Esztergályos - Marta Martyanova - Ivan Ilin - Eleonora De Marchi - Andrzej Rządkowski - Alina Moseyko | Europe 2- Chiara Crovari - Marios Giakoumatos - Linus Islas Flygare - Åsa Linde - Enguerand Roger - Anna Szymczak |

## Tableau des médailles
| Rang  | Nation       | Or | Argent | Bronze | Total |
| ----- | ------------ | -- | ------ | ------ | ----- |
| 1     | Russie       | 2  | 0      | 1      | 3     |
| 2     | Corée du Sud | 1  | 1      | 0      | 2     |
| 3     | Hongrie      | 1  | 0      | 1      | 2     |
| 4     | Pologne      | 1  | 0      | 0      | 1     |
| 4     | États-Unis   | 1  | 0      | 0      | 1     |
| 6     | Italie       | 0  | 2      | 0      | 2     |
| 7     | Suède        | 0  | 1      | 1      | 2     |
| 8     | Hong Kong    | 0  | 1      | 0      | 1     |
| 8     | Japon        | 0  | 1      | 0      | 1     |
| 10    | Chine        | 0  | 0      | 2      | 2     |
| 11    | France       | 0  | 0      | 1      | 1     |
| Total | Total        | 6  | 6      | 6      | 18    |